# Fijina viti
Fijina viti är en insektsart som beskrevs av Otte, D. 1988. Fijina viti ingår i släktet Fijina och familjen syrsor. Inga underarter finns listade i Catalogue of Life.